# Casa William K. Eastman
La casa William K. Eastman, también conocida como la casa Eastman-Lord, es una casa museo de estilo federal y renacimiento exótico ubicada en 100 Main Street, en Conway (Nuevo Hampshire), Estados Unidos. Construida en 1818, fue el hogar de William K. Eastman, un destacado hombre de negocios, político y líder cívico hasta su muerte en 1879. En la actualidad, es la sede de la Sociedad Histórica de Conway y fue incluida en el Registro Nacional de Lugares Históricos en 2001.

## Descripción e historia
La casa William K. Eastman se encuentra cerca del centro de Conway (condado de Carroll, Nuevo Hampshire), en el lado norte de Main Street (Ruta 16 de New Hampshire). Es una estructura que se compone de un armazón de madera, con un tejado a dos aguas y parqué en la parte interior y exterior. Tiene una fachada frontal simétrica de cinco tramos, con una entrada central enmarcada por ventanas laterales, pilastras y un entablamento. Está protegido por un porche victoriano con tejado a cuatro aguas con postes torneados y soportes decorativos en forma de rompecabezas.
Fue construida en 1818 por William K. Eastman, quien la convirtió en su hogar hasta su muerte en 1879. Eastman era una importante fuerza económica en Conway, operaba una curtiduría, una tienda general y un molino. Sus operaciones de molino y curtiduría estaban ubicadas justo al este. También se destacó en la política local, sirviendo como alguacil, concejal del pueblo y en la legislatura estatal. Era lo suficientemente rico como para permitirse un carruaje de cuatro ruedas, uno de los quince hombres que lo hicieron en el censo de 1840 de la ciudad. Vendió la propiedad en 1879 y se mudó a Minnesota, donde murió. La casa fue donada por Raymond Lord a la Sociedad Histórica de Conway en 1962. Tiene su sede allí y funciona como una casa museo.